# ペップ・エルナンデス
ペップ・エルナンデス（Pepu Hernández、本名：ホセ・ビセンテ・エルナンデス・フェルナンデス スペイン語: José Vicente Hernández Fernández、1958年2月11日 - ）は、スペイン・マドリード出身のバスケットボール指導者である。

## 来歴
1994年にCBエストゥディアンテスのヘッドコーチに就任。
2000年にはコパ・デル・レイ優勝に導くなど、エストゥディアンテスを支えた。
2006年世界選手権を前にスペイン代表のヘッドに就任。初優勝に導いた。
2007ユーロバスケットでも世界選手権とメンバーを変えず指揮を執り、準優勝となる。
2008年6月解任。
2010年にホベントゥート・バダローナのヘッドコーチに就任。
2011年にCBエストゥディアンテスのヘッドコーチに就任
2012年2月解任。